# Jellyella tuberculata
Jellyella tuberculata är en mossdjursart som först beskrevs av Bosc 1802.  Jellyella tuberculata ingår i släktet Jellyella och familjen Membraniporidae. Inga underarter finns listade i Catalogue of Life.